# Lenny Venito
Lenny Venito (Brooklyn (New York), 10 mei 1969) is een Amerikaans acteur.

## Filmografie

### Films
Uitgezonderd korte films.
- 2021 This Is the Night - als Carmine
- 2019 The Kitchen - als Ritchie MacLeod
- 2018 Who's Jenna...? - als Dominick Grillo
- 2016 Money Monster - als Lenny
- 2014 DeSales Media Presents: A Christmas Variety Special - als Elf Rocco
- 2014 St. Vincent - als coach Mitchell
- 2014 God's Pocket - als Little Eddie
- 2012 Men in Black III – als bowlingbal hoofd
- 2010 How Do You Know – als Al
- 2009 Solitary Man – als Todd
- 2009 Four Single Fathers – als George
- 2008 Return to Sleepaway Camp – als Mickey
- 2008 The Brave One – als Martell
- 2006 The Wild – als Stan (stem)
- 2005 War of the Worlds – als Manny de monteur
- 2005 The Honeymooners – als Lenny
- 2005 Duane Hopwood – als politieagent
- 2004 Shark Tale – als Giuseppe / Great White (stemmen)
- 2004 Tony 'n' Tina’s Wedding – als Sal
- 2003 Gigli – als Louis
- 2002 Men in Black II – als man van New York
- 1999 Just the Ticket – als Stanley
- 1998 Above Freezing – als Kos
- 1998 Rounders – als Moogie
- 1998 Witness to the Mob – als Sal DiMaggio
- 1996 Layin' Low – als Vince
- 1993 Money for Nothing – als Hrbek
- 1991 The Good Policeman – als Joe Barbarossa

### Televisieseries
Uitgezonderd eenmalige gastrollen.
- 2024 Before - als Lawrence - 2 afl.
- 2022 Flatbush Misdemeanors - als Franklin - 4 afl.
- 2019 The Marvelous Mrs. Maisel - als Angie Calibresi - 2 afl.
- 2018 The Blacklist - als Tony Pagliaro - 2 afl.
- 2014 - 2017 Penn Zero: Part-Time Hero - als oom Chuck - 9 afl.
- 2016 - 2017 Kevin Can Wait - als Duffy - 24 afl.
- 2014 The Good Wife - als sheriff Gibson - 2 afl.
- 2012 - 2014 The Neighbors - als Marty Weaver - 44 afl.
- 2012 NYC 22 – als rechercheur Mascis – 3 afl.
- 2010 – 2011 Bored to Death – als agent Drake – 2 afl.
- 2011 Lights Out – als officier Velez – 2 afl.
- 2007 – 2009 The Flight of the Conchords – als John – 2 afl.
- 2007 The Knights of Prosperity – als Francis Squacieri – 13 afl.
- 2007 Queens Supreme – als mr. Riordan – 2 afl.
- 2006 – 2007 The Sopranos – als James Zancone – 9 afl.
- 2006 Rescue Me – als gevangenisbewaker – 3 afl.
- 2004 The Jury – als rechercheur Temson – 2 afl.
- 2001 – 2003 NYPD Blue – als Julian Pisano – 5 afl.
- 1998 Living in Captivity – als Carmine Santucci – 8 afl.

- Library of Congress Control Number: no2015073383
- Virtual International Authority File: 316002888
- WorldCat: E39PBJmy4gCFRC4FWTTC7jYpT3